# چارلز اتکینسون-گریمشاو
چارلز اتکینسون-گریمشاو (انگلیسی: Charles Atkinson-Grimshaw؛ 17 December 1877 – ۱۴ اکتبر ۱۹۳۳ (۵۵ سال)) بازیکن فوتبال اهل بریتانیا بود.